# Berberentulus nelsoni
Berberentulus nelsoni är en urinsektsart som beskrevs av Sören Ludvig Paul Tuxen 1976. Berberentulus nelsoni ingår i släktet Berberentulus och familjen lönntrevfotingar. Inga underarter finns listade.